# Gourmaëlon
Gourmaëlon (gestorven: ca. 913) was graaf van Cornouaille en was de facto koning van Bretagne.

## Biografie
De regering van Gourmaëlon is slecht gedocumenteerd, dit komt waarschijnlijk mede door de vele invasies van de Vikingen in Bretagne. Hij zou aan het einde van de regering van Alan I van Bretagne benoemd zijn tot graaf van Cornouaille en na diens vocht hij tegen Mathuedoï I van Poher om het koninkrijk, maar ze staakten de strijd om gezamenlijk tegen de Vikingen te strijden. Hij stierf rond 913/914 in de strijd tegen de Vikingen.